# Rhodocolea telfairiae
Rhodocolea telfairiae là một loài thực vật có hoa trong họ Chùm ớt. Loài này được (Bojer ex Hook.) H.Perrier miêu tả khoa học đầu tiên năm 1936.